# Compañía del Ferrocarril de Córdoba a Málaga
La Compañía del Ferrocarril de Córdoba a Málaga (CM) fue una empresa ferroviaria que tenía la propiedad y explotación de la línea ferroviaria de Córdoba a Málaga, discurriendo por la Cordillera Penibética hasta llegar a la capital malagueña. Fue una de las construcciones más complicadas debido a la constante orografía rocosa. No fue la única línea, si bien construyó un ramal de la línea principal desde Bobadilla hasta Granada. Al final de sus días, esta compañía sería la base junto a la Compañía del Ferrocarril de Sevilla a Jerez y de Puerto Real a Cádiz de la posterior Compañía de los Ferrocarriles Andaluces.

## Historia
Respecto a construcción de la línea ferroviaria de Córdoba a Málaga, ya se había hablado en 1845 pero no fue hasta 1859 cuando se dio mediante la Real Orden de 19 de diciembre la concesión del ferrocarril Córdoba-Málaga a Jorge Loring Oyarzábal, posterior marqués de Loring. No pasaría mucho tiempo hasta que Loring empezase las obras del ferrocarril y diera paso a la creación de la Compañía.

### Explotación: Las primeras construcciones

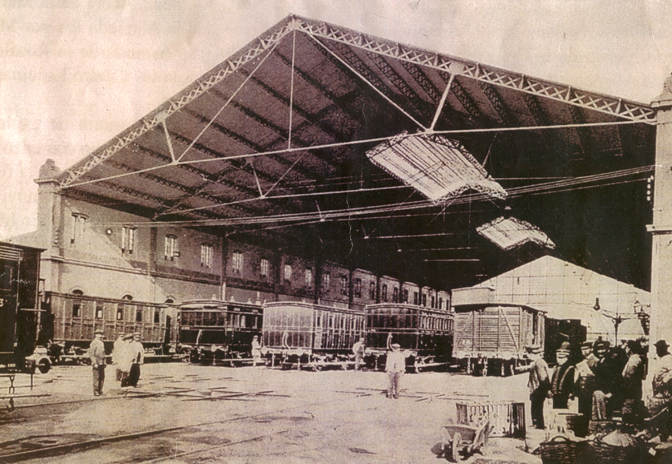
Estación de Málaga hacia 1867.

Loring no tardó mucho tiempo en crear la empresa que se ocupara de la construcción y explotación de esta línea, que lo sería en 1861 bajo el nombre de Compañía del Ferrocarril de Córdoba a Málaga. Respecto a la construcción de la línea, se dividía principalmente en 3 partes, que son la zona del sur de la provincia de Córdoba, llana y de fácil construcción, para pasar luego a la parte alta que transcurre por la zona montañosa de la Cordillera Penibética y que sería la zona de construcción más difícil. Finalmente, desciende de la sierra para transcurrir por la llanura del valle del Guadalhorce hasta alcanzar la capital malagueña y con ello el Mediterráneo. Las obras comenzaron en el mismo año que se fundó la compañía, que estaba comprometida con la totalidad de las obras. Pronto se puso de relieve la dificultad de algunos tramos y se planteó la posibilidad de alterar el trazado original de algunos, aunque finalmente se continuara según lo establecido. El trayecto de Málaga-Álora se completó el 16 de septiembre de 1864, mientras que a Córdoba llegaría finalmente el 15 de agosto de 1865, quedando completada la línea.
Al comienzo el tráfico ferroviario no fue tan fluido como se esperaba, aunque fue aumentando lentamente durante los siguientes años; entre 1865 y 1870 se produjo un significativo aumento del tráfico que repertó mejores los resultados. En Málaga se construyó una primitiva estación que sería sustituida por la posterior edificación de "Andaluces", la cual todavía siguió en servicio con RENFE. En Córdoba estableció una estación propia distinta a la del ferrocarril de Córdoba a Sevilla, que fue edificada en la zona de Cercadilla. La línea original no fue la única cuya construcción acometió la compañía, si bien poco después de empezarse la construcción de ésta también dieron comienzo las obras de un ramal que partía desde Bobadilla hasta la ciudad nazarí.
José de Salamanca, que ya había competido en 1852 por la concesión del ferrocarril Córdoba-Málaga, poseía los derechos de construcción del ferrocarril a Granada, pero en el año 1863 se pudo llegar a un acuerdo y el Marqués de Salamanca cedió sus intereses a Loring. En agosto de 1865 ya se habían terminado los trabajos en el tramo de Bobadilla a Antequera, mientras que en diciembre de 1866 ya estaba concluido el tramo Granada-Loja. Así y terminando otros tramos, las obras pudieron darse por finalizadas en 1874, un ferrocarril que había supuesto un considerable esfuerzo económico para la pequeña compañía.

### La Integración en "Andaluces"
Para el año 1875 la compañía entró con la nueva línea de Granada ya en explotación pero con unos resultados que no mejoraban ya que, aunque se habían mejorado los resultados de la línea Córdoba-Málaga, lo cierto es que la explotación del ramal de Granada era completamente ruinosa y el resultado en conjunto era desfavorable. Como en muchos casos análogos de otras Compañías ferroviarias, esta situación no era soportable por mucho más tiempo ante el acoso de acreedores y el resultado de construcciones gravosas. Por aquellas fechas, Jorge Loring y Oyarzábal ya había empezado conversaciones con otro empresario del ferrocarril muy presente en el ámbito andaluz, Joaquín de la Gándara y Navarro. Juntos lograrían constituir la que se conocería posteriormente como Compañía de los Ferrocarriles Andaluces, que aglutinaría la mayoría de los ferrocarriles presentes en el ámbito andaluz, desapareciendo definitivamente en 1877.